# 2012년 국민 체육 대회

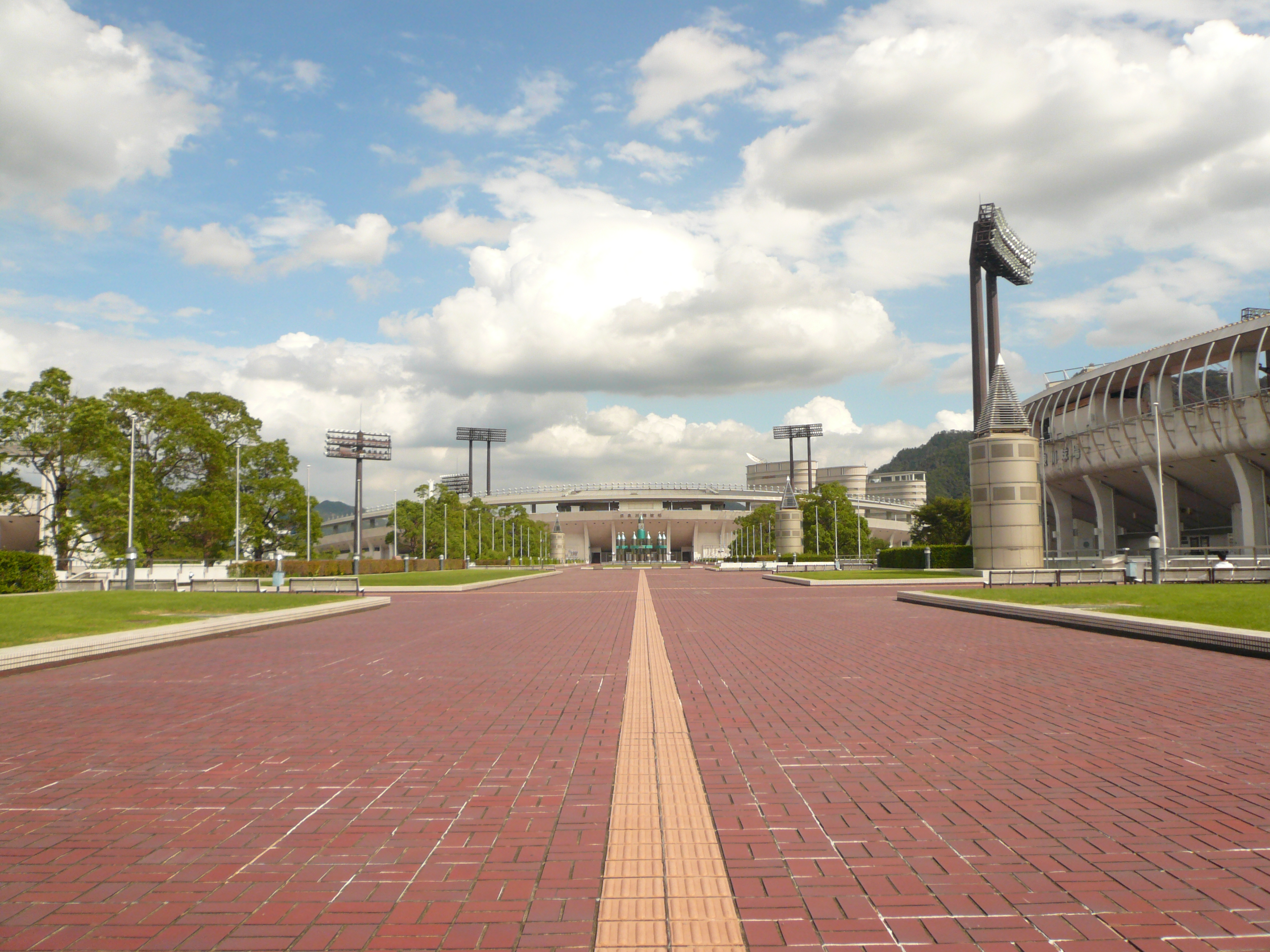
주경기장으로 쓰인 기후 메모리얼 센터

제67회 국민 체육 대회(第67回国民体育大会)는 2012년 기후현을 중심으로 열렸다. 기후 현에서 국민 체육 대회가 열린 것은 제20회 대회 이래 47년만이었다.